# Michael Standish
Michael Standish ist ein Szenenbildner.

## Leben
Standish begann seine Karriere im Filmstab 1996 als Elektriker, danach war er mehrere Jahre lang für den Einkauf bei verschiedenen britischen Filmproduktionen verantwortlich, darunter Grasgeflüster und Bridget Jones – Schokolade zum Frühstück. Ende der 2000er Jahre begann er als Szenenbildner zu arbeiten, und war in dieser Funktion einige Jahre später auch an großen Hollywoodproduktionen wie Captain America: The First Avenger tätig. Für The Danish Girl war er zusammen mit Eve Stewart 2016 für den Oscar in der Kategorie Bestes Szenenbild nominiert.

## Filmografie (Auswahl)
- 2000: Grasgeflüster (Saving Grace)
- 2001: Bridget Jones – Schokolade zum Frühstück (Bridget Jones’s Diary)
- 2002: About a Boy oder: Der Tag der toten Ente (About a Boy)
- 2002: Nicholas Nickleby
- 2006: Flug 93 (United 93)
- 2010: Wolfman (The Wolfman)
- 2011: Captain America: The First Avenger
- 2012: John Carter – Zwischen zwei Welten (John Carter)
- 2015: The Danish Girl
- 2015: Victor Frankenstein – Genie und Wahnsinn (Victor Frankenstein)
- 2016: A Cure for Wellness
- 2021: Eternals

## Auszeichnungen (Auswahl)
- 2016: Oscar-Nominierung in der Kategorie Bestes Szenenbild für The Danish Girl